# DJ Mad Dog
DJ Mad Dog (настоящее имя Филиппо Калоджини; род. 2 ноября 1980, Рим)  — итальянский хардкор-техно и габбер-продюсер и диджей. Первоначально он подписал контракт с музыкальным лейблом Traxtorm Records, а затем в 2016 году открыл собственный лейбл Dogfight Records.

## Биография

### Дебюты (1995—1999)
Филиппо родился 2 ноября 1980 года в Риме. Он начал свою карьеру в возрасте 16 лет в 1995 году. Вместе с двумя друзьями он основал группу под названием Hardcore Terrorists которая выпустила только один EP под названием Try To Make It Harder 26 января 1999 года. Тем не менее, он стал одним из артистов, которые постепенно популяризировали хардкор в Италии, организуя гигантские рейвы в итальянской столице через Римское хардкорное движение. Свое первое выступление он дал в 17 лет в клубе Qube в Риме.
В 1998 году состоялся самый крупный на тот момент хардкор-рейв в Риме, собравший около 3500 человек. Благодаря этим грандиозным шоу Филиппо и его друзья начинают приобретать известность, что позволяет им организовать радиошоу, которое он ведет со своим ведущим.

### Сольная карьера (2000—2009)
Летом 2000 года он решил покинуть группу, чтобы начать сольную карьеру, и создал проект DJ Mad Dog. Он быстро подписал контракт с итальянским лейблом Traxtorm Records (созданным ныне известным дуэтом The Stunned Guys). С тех пор он стал одним из оплотов мировой хардкор-сцены, выступая в таких крупных городах, как Каракас, Роттердам, Рим, Бохум, Барселона, Цюрих, Вена, Валенсия, Эйндховен и Москва. Он также является частью группы Traxtorm Gangstaz Allied, в которую входят Nico e Tetta, Tommyknocker, The Stunned Guys и Art of Fighters, авторы из гимн «Утилизация внешней силы». Он также играет вместе со многими другими артистами габбер-сцены, такими как The DJ Producer.
В 2006 году Филиппо принял участие в фестивале «Кошмар в Роттердаме» и написал собственную версию названия «Enter the Time Machine». Фестивальный CD/DVD был хорошо принят toetje с голландского сайта Partyflock с той же оценкой: 90/100. В 2008 году участвовал в Project Hardcore.nl 2008.

### Рост популярности (2010—2015)
В 2010 году он опубликовал свой EP под названием The Flow, который он будет транслировать несколько вечеров, например, Syndicate 2010. 20 марта 2011 года отмечается первый альбом Филиппо под названием A Night of Madness, в котором прослеживаются десять лет карьеры на габбер-сцене. Этот релиз он сопровождает мировым турне. Также по этому поводу 23 марта 2011 года на официальном YouTube-канале лейбла Traxtorm Records был выпущен одноименный клип. Альбом также был хорошо принят всеми артистами Traxtorm. 10 октября 2011 года был выпущен официальный гимн Project Hardcore под названием Dedicated to Your Project, написанный Филиппо и исполненный MC Jeff.
В сентябре 2012 года Traxtorm Records организовала конкурс на ремикс на песню A Night of Madness. Филиппо публично и бесплатно через образцы его аккаунта SoundCloud и миди-файлы, которые помогут продюсерам-любителям составить свои ремиксы. Два победителя, выбранные Филиппо, появились в новом EP под названием Agony, выпущенном 5 февраля 2013 года. Также в 2012 году Mad Dog принял участие в мероприятии Thrilogy 2012 вместе с Zatox и Crypsis. Он принял участие в вечере Q-Base 2013 в ноябре 2013 года вместе с другими артистами Acti, Ran-D, Hellfish и Verdict. 16 ноября 2013 года Филиппо выпустил свой второй альбом Rudeness: Hardcore Beyond the Rules.

### Dogfight Records (с 2016)
В начале июля 2016 года DJ Mad Dog запустил новый хардкор-лейбл под названием Dogfight Records, в котором приняли участие другие артисты Unexist, Tears of Fury и AniMe.
В июле 2017 года Mad Dog выпустил третий студийный альбом Till I Die, в который вошли 30 треков. В том же году он принял участие в нескольких вечеринках и фестивалях, таких как Born to Rave (Франция) и Dominator (Нидерланды). Также в 2017 году он написал официальный гимн фестиваля Dominator «Maze of Martyr», которому посвящен клип. В декабре 2017 года он также занял 99-е место в ежегодном рейтинге MOH Top 100 с песней XTC.
В 2018 году он участвует в фестивале Festiwal Beats 4 Love в Польше вместе с AniMe и Electric Daisy Carnival в Лас-Вегасе. В 2019 году Mad Dog выпустила новую игру. Последний, получивший название Reset, является данью уважения ранней хардкор-сцене 1990-х годов и займет второе место в ежегодном рейтинге Top 100 лейбла Masters of Hardcore, сразу после Angerfist и Tha Playah.
В 2020 году Mad Dog несколько раз объявляет в своих социальных сетях, что работает над новым альбомом, который выйдет в течение года. В том же году он написал гимн Masters of Hardcore 2020 года под названием Magnum Opus. Он сочиняет гимны Masters of Hardcore 2022 и 2023 годов под названием Immortal (with Evil Activity) и The Roots (Official Harmony of Hardcore 2023 Anthem) соответственно.

## Дискография

### Студийные альбомы
- 2011: A Night of Madness (Traxtorm Records)
- 2013: Rudeness: Hardcore Beyond the Rules (Traxtorm Records)
- 2017: Till I Die (DJ Mad Dog) (Dogfight Records)
- 2023: DOWNTEMPO (Dogfight Records)

### EPы
- 2001: The Memory Disappears (Traxtorm Records)
- 2001: Dog For Life (Impulse Records)
- 2002: Clockwork (с Tommyknocker; Traxtorm Records Sinful Edition)
- 2002: History (с Impulse Factory; Impulse Records)
- 2003: Boom and Shake Up (Traxtorm Records)
- 2004: I Love Hardcore (Traxtorm Records)
- 2005: Our Thing E.P. Part 2 (с The Stunned Guys и Tommyknocker; Traxtorm Records)
- 2005: Tales of Jelaousy (с DJ Delirium; Traxtorm Records)
- 2006: Dangerous (Traxtorm Records)
- 2006: Disorder (Traxtorm Records)
- 2006: Enter the Time Machine (с Tha Playah; Rotterdam Records Special)
- 2007: Fire (с Noize Suppressor; Traxtorm Records)
- 2008: Let’s Get It On (с Art of Fighters; Traxtorm Records)
- 2008: Nasty (Traxtorm Records)
- 2008: Payback Time (Официальный гимн Thunderdome) (с MC Justice, гимн Thunderdome 2008)
- 2010: Here Comes the Madness (Traxtorm Records)
- 2011: Hardcore Machine (с AniMe; Traxtorm Records)
- 2011: Game Over (с Amnesys; Traxtorm Records)
- 2011: Nothing Else Matters (с The Stunned Guys; Traxtorm Records)
- 2011: Dedicated To Your Project (с MC Jeff; Traxtorm Records)
- 2012: Bassdrum Bitch (с Noize Suppressor; Rumore Record)
- 2013: Agony (Traxtorm Records)
- 2014: Bassdrum Music (с AniMe) (Traxtorm Records)
- 2014: Rewind (Traxtorm Records)
- 2014: The Future (Traxtorm Records)
- 2014: Thunder-Like (Traxtorm Records)
- 2015: A Real Voice (Traxtorm Records)
- 2016: Dogfight (Dogfight Record)
- 2016: 911 (с Evil Activities) (Neophyte Records)
- 2016: Call of Fury (Traxtorm Records)
- 2016: Priests (с Tieum, Traxtorm Records)
- 2017: Maze of Martyr (с Dave Revan) (Masters of Hardcore)
- 2017: Babylon Dead
- 2018: Laughing Loud (Dogfight Records)
- 2019: Come get Some (с AniMe)
- 2019: Reset (Dogfight Records)
- 2019: Dogfighters (Dogfight Records)
- 2019: The Missing Channel (Dogfight Records)
- 2020: Atmosphere (Dogfight Records)
- 2022: Downtempo II (Dogfight Records)